# Anopheles radama
Anopheles radama är en tvåvingeart som beskrevs av Meillon 1943. Anopheles radama ingår i släktet Anopheles och familjen stickmyggor.
Artens utbredningsområde är Madagaskar. Inga underarter finns listade i Catalogue of Life.